# جورج بلان
جورج بلان (بالفرنسية: Georges Blanc)‏ هو مضيف طيران وطاهي فرنسي، ولد في 2 يناير 1943 في بورغ أون بريس في فرنسا.

## وصلات خارجية
- الموقع الرسمي